# ATM Forum
L'ATM Forum a été fondé en 1991 pour être l'organisme de normalisation pour l'Asynchronous Transfer Mode. Il était une organisation internationale à but non lucratif qui a créé plus de 200 accords d'implémentation.
La technologie ATM s'est stabilisé avec l'accord d'ancrage ((en) "Anchorage Accord"), qui définit la base de l'implémentation d'ATM. En 2004, l'ATM forum a fusionné avec le MPLS & Frame relay alliance pour créer le MFA Forum qui fusionna par la suite avec le IP/MPLS Forum.